# 1. ŽNL Vukovarsko-srijemska 2015./16.
Prvenstvo je osvojio NK Dilj Vinkovci, ali se zbog poraza u kvalifikacijama nije plasirao u Međužupanijsku nogometnu ligu Slavonije i Baranje. Iz lige su u 2. ŽNL ispali NK Croatia Bogdanovci i HNK Radnički Vukovar.

## Tablica
| Mj. | Klub                              | Sus. | Pobj. | Ner. | Por. | GR.   | Bod.       |
| --- | --------------------------------- | ---- | ----- | ---- | ---- | ----- | ---------- |
| 1.  | NK Dilj Vinkovci                  | 30   | 22    | 4    | 4    | 69:25 | 70         |
| 2.  | NK Mladost Vođinci                | 30   | 16    | 6    | 8    | 57:43 | 54         |
| 3.  | NK Otok                           | 30   | 14    | 9    | 7    | 63:39 | 51         |
| 4.  | NK Slavonac Komletinci            | 30   | 14    | 8    | 8    | 48:26 | 50         |
| 5.  | NK Slavonac Gradište              | 30   | 13    | 10   | 7    | 49:26 | 49         |
| 6.  | NK Tomislav Cerna                 | 30   | 14    | 6    | 10   | 48:38 | 47 (-1) ↓1 |
| 7.  | NK Slavonija Soljani              | 30   | 11    | 8    | 11   | 50:39 | 41         |
| 8.  | NK Vrbanja                        | 30   | 10    | 8    | 12   | 43:42 | 38         |
| 9.  | NK Zrinski Bošnjaci               | 30   | 11    | 5    | 14   | 40:55 | 38         |
| 10. | NK Vidor Matijević Srijemske Laze | 30   | 10    | 6    | 14   | 50:57 | 36         |
| 11. | HNK Fruškogorac Ilok              | 30   | 10    | 7    | 13   | 40:63 | 36 (-1) ↓2 |
| 12. | NK HAŠK Sokol Stari Jankovci      | 30   | 9     | 8    | 13   | 50:66 | 35         |
| 13. | NK Nosteria Nuštar                | 30   | 11    | 2    | 17   | 48:67 | 35         |
| 14. | NK Borac Bobota                   | 30   | 9     | 6    | 15   | 40:49 | 33         |
| 15. | NK Croatia Bogdanovci             | 30   | 7     | 6    | 17   | 33:75 | 27         |
| 16. | HNK Radnički Vukovar              | 30   | 6     | 7    | 17   | 30:48 | 25         |

## Rezultati
| NK Dilj Vinkovci - NK Otok 1:3 NK Tomislav Cerna - HNK Fruškogorac Ilok 6:0 NK Vidor Matijević Srijemske Laze - NK Slavonac Gradište 2:0 NK Slavonija Soljani - NK Nosteria Nuštar 3:0 NK Croatia Bogdanovci - NK Vrbanja 0:1 NK Borac Bobota - NK HAŠK Sokol Stari Jankovci 1:1 NK Mladost Vođinci - HNK Radnički Vukovar 1:0 NK Zrinski Bošnjaci - NK Slavonac Komletinci 0:0 | NK Otok - NK Slavonac Komletinci 2:0 HNK Radnički Vukovar - NK Zrinski Bošnjaci 0:1 NK HAŠK Sokol Stari Jankovci - NK Mladost Vođinci 1:3 NK Vrbanja - NK Borac Bobota 3:3 NK Nosteria Nuštar - NK Croatia Bogdanovci 5:0 NK Slavonac Gradište - NK Slavonija Soljani 1:2 HNK Fruškogorac Ilok - NK Vidor Matijević Srijemske Laze 0:4 NK Dilj Vinkovci - NK Tomislav Cerna 2:1 | NK Tomislav Cerna - NK Otok 1:1 NK Vidor Matijević Srijemske Laze - NK Dilj Vinkovci 3:2 NK Slavonija Soljani - HNK Fruškogorac Ilok 6:0 NK Croatia Bogdanovci - NK Slavonac Gradište 1:1 NK Borac Bobota - NK Nosteria Nuštar 4:1 NK Mladost Vođinci - NK Vrbanja 2:4 NK Zrinski Bošnjaci - NK HAŠK Sokol Stari Jankovci 2:3 NK Slavonac Komletinci - HNK Radnički Vukovar 1:0 |
| NK Otok - HNK Radnički Vukovar 2:0 NK HAŠK Sokol Stari Jankovci - NK Slavonac Komletinci 0:2 NK Vrbanja - NK Zrinski Bošnjaci 1:2 NK Nosteria Nuštar - NK Mladost Vođinci 2:3 NK Slavonac Gradište - NK Borac Bobota 2:0 HNK Fruškogorac Ilok - NK Croatia Bogdanovci 1:1 NK Dilj Vinkovci - NK Slavonija Soljani 3:1 NK Tomislav Cerna - NK Vidor Matijević Srijemske Laze 2:1 | NK Vidor Matijević Srijemske Laze - NK Otok 4:1 NK Slavonija Soljani - NK Tomislav Cerna 2:1 NK Croatia Bogdanovci - NK Dilj Vinkovci 2:5 NK Borac Bobota - HNK Fruškogorac Ilok 0:1 NK Mladost Vođinci - NK Slavonac Gradište 0:0 NK Zrinski Bošnjaci - NK Nosteria Nuštar 1:2 NK Slavonac Komletinci - NK Vrbanja 1:2 HNK Radnički Vukovar - NK HAŠK Sokol Stari Jankovci 1:1 | NK Otok - NK HAŠK Sokol Stari Jankovci 5:2 NK Vrbanja - HNK Radnički Vukovar 2:1 NK Nosteria Nuštar - NK Slavonac Komletinci 3:6 NK Slavonac Gradište - NK Zrinski Bošnjaci 3:0 HNK Fruškogorac Ilok - NK Mladost Vođinci 2:1 NK Dilj Vinkovci - NK Borac Bobota 4:1 NK Tomislav Cerna - NK Croatia Bogdanovci 5:1 NK Vidor Matijević Srijemske Laze - NK Slavonija Soljani 3:3 |
| NK Slavonija Soljani - NK Otok 1:3 NK Croatia Bogdanovci - NK Vidor Matijević Srijemske Laze 2:1 NK Borac Bobota - NK Tomislav Cerna 2:0 NK Mladost Vođinci - NK Dilj Vinkovci 0:3 NK Zrinski Bošnjaci - HNK Fruškogorac Ilok 2:2 NK Slavonac Komletinci - NK Slavonac Gradište 3:0 HNK Radnički Vukovar - NK Nosteria Nuštar 0:1 NK HAŠK Sokol Stari Jankovci - NK Vrbanja 4:1 | NK Otok - NK Vrbanja 2:1 NK Nosteria Nuštar - NK HAŠK Sokol Stari Jankovci 3:1 NK Slavonac Gradište - HNK Radnički Vukovar 1:1 HNK Fruškogorac Ilok - NK Slavonac Komletinci 1:1 NK Dilj Vinkovci - NK Zrinski Bošnjaci 7:0 NK Tomislav Cerna - NK Mladost Vođinci 1:3 NK Vidor Matijević Srijemske Laze - NK Borac Bobota 1:3 NK Slavonija Soljani - NK Croatia Bogdanovci 7:1 | NK Croatia Bogdanovci - NK Otok 0:3 NK Borac Bobota - NK Slavonija Soljani 0:2 NK Mladost Vođinci - NK Vidor Matijević Srijemske Laze 4:2 NK Zrinski Bošnjaci - NK Tomislav Cerna 1:3 NK Slavonac Komletinci - NK Dilj Vinkovci 1:0 HNK Radnički Vukovar - HNK Fruškogorac Ilok 0:0 NK HAŠK Sokol Stari Jankovci - NK Slavonac Gradište 1:1 NK Vrbanja - NK Nosteria Nuštar 0:1 |
| NK Otok - NK Nosteria Nuštar 2:2 NK Slavonac Gradište - NK Vrbanja 1:1 HNK Fruškogorac Ilok - NK HAŠK Sokol Stari Jankovci 3:1 NK Dilj Vinkovci - HNK Radnički Vukovar 3:0 NK Tomislav Cerna - NK Slavonac Komletinci 1:0 NK Vidor Matijević Srijemske Laze - NK Zrinski Bošnjaci 2:0 NK Slavonija Soljani - NK Mladost Vođinci 1:2 NK Croatia Bogdanovci - NK Borac Bobota 3:0 | NK Borac Bobota - NK Otok 1:0 NK Mladost Vođinci - NK Croatia Bogdanovci 4:1 NK Zrinski Bošnjaci - NK Slavonija Soljani 1:0 NK Slavonac Komletinci - NK Vidor Matijević Srijemske Laze 0:0 HNK Radnički Vukovar - NK Tomislav Cerna 0:1 NK HAŠK Sokol Stari Jankovci - NK Dilj Vinkovci 2:5 NK Vrbanja - HNK Fruškogorac Ilok 2:2 NK Nosteria Nuštar - NK Slavonac Gradište 0:2 | NK Otok - NK Slavonac Gradište 0:2 HNK Fruškogorac Ilok - NK Nosteria Nuštar 1:1 NK Dilj Vinkovci - NK Vrbanja 1:0 NK Tomislav Cerna - NK HAŠK Sokol Stari Jankovci 3:2 NK Vidor Matijević Srijemske Laze - HNK Radnički Vukovar 4:1 NK Slavonija Soljani - NK Slavonac Komletinci 1:0 NK Croatia Bogdanovci - NK Zrinski Bošnjaci 2:3 NK Borac Bobota - NK Mladost Vođinci 4:5 |
| NK Mladost Vođinci - NK Otok 0:0 NK Slavonac Komletinci - NK Croatia Bogdanovci 6:1 HNK Radnički Vukovar - NK Slavonija Soljani 1:0 NK HAŠK Sokol Stari Jankovci - NK Vidor Matijević Srijemske Laze 2:2 NK Vrbanja - NK Tomislav Cerna 2:3 NK Nosteria Nuštar - NK Dilj Vinkovci 1:2 NK Slavonac Gradište - HNK Fruškogorac Ilok 1:0 NK Zrinski Bošnjaci - NK Borac Bobota 3:0 | NK Otok - HNK Fruškogorac Ilok 5:0 NK Dilj Vinkovci - NK Slavonac Gradište 1:0 NK Tomislav Cerna - NK Nosteria Nuštar 2:1 NK Vidor Matijević Srijemske Laze - NK Vrbanja 3:2 NK Slavonija Soljani - NK HAŠK Sokol Stari Jankovci 1:1 NK Croatia Bogdanovci - HNK Radnički Vukovar 0:0 NK Borac Bobota - NK Slavonac Komletinci 1:0 NK Mladost Vođinci - NK Zrinski Bošnjaci 2:1 | NK Zrinski Bošnjaci - NK Otok 4:3 NK Slavonac Komletinci - NK Mladost Vođinci 0:2 HNK Radnički Vukovar - NK Borac Bobota 2:0 NK HAŠK Sokol Stari Jankovci - NK Croatia Bogdanovci 4:0 NK Vrbanja - NK Slavonija Soljani 2:0 NK Nosteria Nuštar - NK Vidor Matijević Srijemske Laze 2:0 NK Slavonac Gradište - NK Tomislav Cerna 2:1 HNK Fruškogorac Ilok - NK Dilj Vinkovci 0:1 |
| NK Otok - NK Dilj Vinkovci 0:3 HNK Fruškogorac Ilok - NK Tomislav Cerna 0:3 NK Slavonac Gradište - NK Vidor Matijević Srijemske Laze 5:1 NK Nosteria Nuštar - NK Slavonija Soljani 0:1 NK Vrbanja - NK Croatia Bogdanovci 3:1 NK HAŠK Sokol Stari Jankovci - NK Borac Bobota 1:1 HNK Radnički Vukovar - NK Mladost Vođinci 3:1 NK Slavonac Komletinci - NK Zrinski Bošnjaci 0:0 | NK Slavonac Komletinci - NK Otok 0:0 NK Zrinski Bošnjaci - HNK Radnički Vukovar 5:4 NK Mladost Vođinci - NK HAŠK Sokol Stari Jankovci 4:0 NK Borac Bobota - NK Vrbanja 0:0 NK Croatia Bogdanovci - NK Nosteria Nuštar 2:1 NK Slavonija Soljani - NK Slavonac Gradište 0:0 NK Vidor Matijević Srijemske Laze - HNK Fruškogorac Ilok 4:3 NK Tomislav Cerna - NK Dilj Vinkovci 1:2 | NK Otok - NK Tomislav Cerna 2:2 NK Dilj Vinkovci - NK Vidor Matijević Srijemske Laze 1:0 HNK Fruškogorac Ilok - NK Slavonija Soljani 2:1 NK Slavonac Gradište - NK Croatia Bogdanovci 0:0 NK Nosteria Nuštar - NK Borac Bobota 2:1 NK Vrbanja - NK Mladost Vođinci 1:1 NK HAŠK Sokol Stari Jankovci - NK Zrinski Bošnjaci 2:1 HNK Radnički Vukovar - NK Slavonac Komletinci 0:2 |
| HNK Radnički Vukovar NK Otok 2:2 NK Slavonac Komletinci NK HAŠK Sokol Stari Jankovci 3:0 NK Zrinski Bošnjaci NK Vrbanja 2:2 NK Mladost Vođinci NK Nosteria Nuštar 3:1 NK Borac Bobota NK Slavonac Gradište 1:3 NK Croatia Bogdanovci HNK Fruškogorac Ilok 2:0 NK Slavonija Soljani NK Dilj Vinkovci 0:1 NK Vidor Matijević Srijemske Laze NK Tomislav Cerna 0:0                 | NK Otok NK Vidor Matijević Srijemske Laze 4:2 NK Tomislav Cerna NK Slavonija Soljani 1:1 NK Dilj Vinkovci NK Croatia Bogdanovci 2:0 HNK Fruškogorac Ilok NK Borac Bobota 1:0 NK Slavonac Gradište NK Mladost Vođinci 0:2 NK Nosteria Nuštar NK Zrinski Bošnjaci 0:1 NK Vrbanja NK Slavonac Komletinci 0:1 NK HAŠK Sokol Stari Jankovci HNK Radnički Vukovar 0:2                 | NK HAŠK Sokol Stari Jankovci NK Otok 4:2 HNK Radnički Vukovar NK Vrbanja 1:0 NK Slavonac Komletinci NK Nosteria Nuštar 5:0 NK Zrinski Bošnjaci NK Slavonac Gradište 0:0 NK Mladost Vođinci HNK Fruškogorac Ilok 2:1 NK Borac Bobota NK Dilj Vinkovci 0:1 NK Croatia Bogdanovci NK Tomislav Cerna 1:2 NK Slavonija Soljani NK Vidor Matijević Srijemske Laze 1:1                 |
| NK Otok NK Slavonija Soljani 0:0 NK Vidor Matijević Srijemske Laze NK Croatia Bogdanovci 3:1 NK Tomislav Cerna NK Borac Bobota 2:0 NK Dilj Vinkovci NK Mladost Vođinci 0:0 HNK Fruškogorac Ilok NK Zrinski Bošnjaci 2:1 NK Slavonac Gradište NK Slavonac Komletinci 3:1 NK Nosteria Nuštar HNK Radnički Vukovar 3:1 NK Vrbanja NK HAŠK Sokol Stari Jankovci 1:0                 | NK Vrbanja NK Otok 0:1 NK HAŠK Sokol Stari Jankovci NK Nosteria Nuštar 2:3 HNK Radnički Vukovar NK Slavonac Gradište 1:3 NK Slavonac Komletinci HNK Fruškogorac Ilok 4:2 NK Zrinski Bošnjaci NK Dilj Vinkovci 1:3 NK Mladost Vođinci NK Tomislav Cerna 3:0 NK Borac Bobota NK Vidor Matijević Srijemske Laze 4:1 NK Croatia Bogdanovci NK Slavonija Soljani 3:2                 | NK Otok - NK Croatia Bogdanovci 7:0 NK Slavonija Soljani - NK Borac Bobota 3:1 NK Vidor Matijević Srijemske Laze - NK Mladost Vođinci 0:2 NK Tomislav Cerna - NK Zrinski Bošnjaci 2:0 NK Dilj Vinkovci - NK Slavonac Komletinci 2:2 HNK Fruškogorac Ilok - HNK Radnički Vukovar 3:2 NK Slavonac Gradište - NK HAŠK Sokol Stari Jankovci 6:0 NK Nosteria Nuštar - NK Vrbanja 2:1 |
| NK Nosteria Nuštar - NK Otok 2:3 NK Vrbanja - NK Slavonac Gradište 2:1 NK HAŠK Sokol Stari Jankovci - HNK Fruškogorac Ilok 4:3 HNK Radnički Vukovar - NK Dilj Vinkovci 1:3 NK Slavonac Komletinci - NK Tomislav Cerna 2:0 NK Zrinski Bošnjaci - NK Vidor Matijević Srijemske Laze 2:1 NK Mladost Vođinci - NK Slavonija Soljani 1:3 NK Borac Bobota - NK Croatia Bogdanovci 4:0 | NK Otok - NK Borac Bobota 1:1 NK Croatia Bogdanovci - NK Mladost Vođinci 4:1 NK Slavonija Soljani - NK Zrinski Bošnjaci 2:1 NK Vidor Matijević Srijemske Laze - NK Slavonac Komletinci 0:2 NK Tomislav Cerna - HNK Radnički Vukovar 3:1 NK Dilj Vinkovci - NK HAŠK Sokol Stari Jankovci 1:1 HNK Fruškogorac Ilok - NK Vrbanja 3:2 NK Slavonac Gradište - NK Nosteria Nuštar 7:1 | NK Slavonac Gradište - NK Otok 2:1 NK Nosteria Nuštar - HNK Fruškogorac Ilok 2:3 NK Vrbanja - NK Dilj Vinkovci 2:1 NK HAŠK Sokol Stari Jankovci - NK Tomislav Cerna 2:0 HNK Radnički Vukovar - NK Vidor Matijević Srijemske Laze 0:0 NK Slavonac Komletinci - NK Slavonija Soljani 0:0 NK Zrinski Bošnjaci - NK Croatia Bogdanovci 2:0 NK Mladost Vođinci - NK Borac Bobota 1:1 |
| NK Otok - NK Mladost Vođinci 2:0 NK Borac Bobota - NK Zrinski Bošnjaci 2:1 NK Croatia Bogdanovci - NK Slavonac Komletinci 2:0 NK Slavonija Soljani - HNK Radnički Vukovar 1:3 NK Vidor Matijević Srijemske Laze - NK HAŠK Sokol Stari Jankovci 1:2 NK Tomislav Cerna - NK Vrbanja 0:0 NK Dilj Vinkovci - NK Nosteria Nuštar 6:0 HNK Fruškogorac Ilok - NK Slavonac Gradište 1:0 | HNK Fruškogorac Ilok - NK Otok 2:2 NK Slavonac Gradište - NK Dilj Vinkovci 1:1 NK Nosteria Nuštar - NK Tomislav Cerna 3:0 NK Vrbanja - NK Vidor Matijević Srijemske Laze 3:0 NK HAŠK Sokol Stari Jankovci - NK Slavonija Soljani 4:3 HNK Radnički Vukovar - NK Croatia Bogdanovci 0:0 NK Slavonac Komletinci - NK Borac Bobota 2:0 NK Zrinski Bošnjaci - NK Mladost Vođinci 2:1 | NK Otok - NK Zrinski Bošnjaci 4:0 NK Mladost Vođinci - NK Slavonac Komletinci 3:3 NK Borac Bobota - HNK Radnički Vukovar 4:2 NK Croatia Bogdanovci - NK HAŠK Sokol Stari Jankovci 2:2 NK Slavonija Soljani - NK Vrbanja 2:2 NK Vidor Matijević Srijemske Laze - NK Nosteria Nuštar 4:3 NK Tomislav Cerna - NK Slavonac Gradište 1:1 NK Dilj Vinkovci - HNK Fruškogorac Ilok 2:1 |

## Kvalifikacije za Međužupanijsku nogometnu ligu Slavonije i Baranje
NK Slavonac Tenja – NK Dilj Vinkovci 3:0
NK Dilj Vinkovci - NK Slavonac Tenja 3:2
U Međužupanijsku nogometnu ligu Slavonije i Baranje se plasirao NK Slavonac Tenja.